# Van Veen

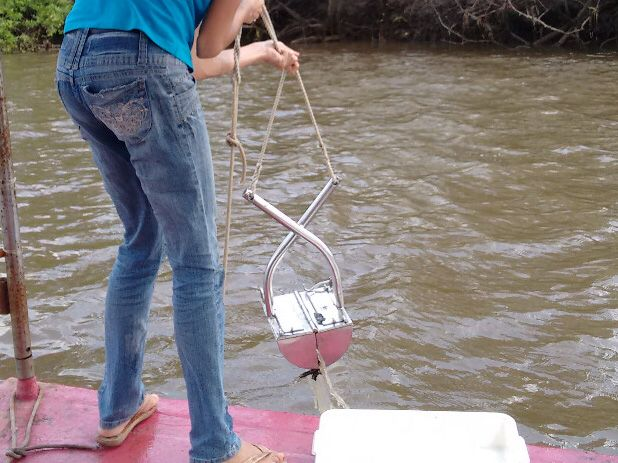
Coleta de amostra de sedimento com van Veen

O pegador van Veen, popularmente conhecido como "busca-fundo", é um amostrador de sedimentos superficiais, ideal para coletas em locais com baixa hidrodinamica e profundidades de até 50 m. É constituído por duas pás (mandíbulas) de metal ligadas por uma mola. Geralmente são usados por oceanógrafos, limnólogos e geólogos embarcados para estudos qualitativos de sedimentos em lagos, lagunas, rios, estuários e no mar.

## Características
Amostradores do tipo van Veen possuem vários tamanhos. Os maiores são utilizados em navios de pesquisa, atingindo 70 kg e podendo coletar até 50 m de profundidade, apesar de já terem sido realizadas coletas em maiores profundidades. Os menores são comumente utilizados para coleta de sedimentos aquáticos em baixas profundidades, são consequentemente mais leves, podendo ser utilizadas manualmente pelo pesquisador, sem a necessidade de grandes embarcações. A limitação da profundidade deste equipamento se dá devido a possibilidade de perda de amostra durante a subida.

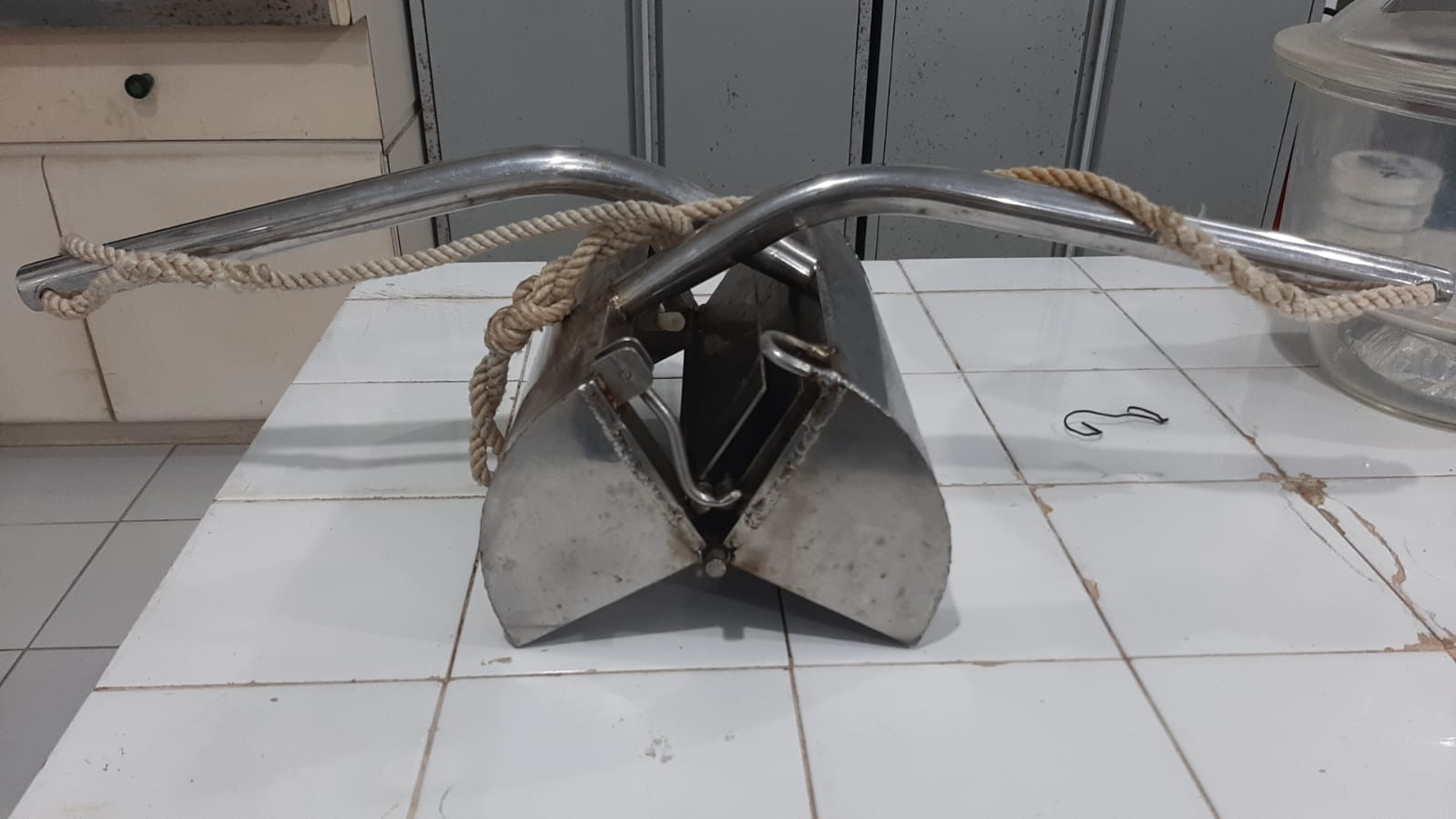
Pegador van Veen com as mandíbulas abertas

Ao longo da descida na coluna de água, as alavancas afastadas permanecem travadas, deixando as pás abertas. Ao tocar no fundo, essas alavancas são destravadas, para que ao puxar o cabo, as pás fechem com sedimento. Seu formato pouco hidrodinâmico, demanda uma descida lenta e cuidadosa, para evitar que desarme antes de tocar no fundo.
Geralmente a estrutura é feita de aço inoxidável ou de metal. Para coletas em rios e estuários, o van Veen é manipulado manualmente pelo pesquisador, a bordo de pequenas embarcações. As coletas oceânicas são feitas com ajuda de guindastes e guinchos que suportam o van Veen e manipulados em navios oceanográficos na plataforma continental. Para amostrar sedimentos superficiais em lugares de maiores profundidades, outros tipos de amostradores podem ser usados, como o busca-fundo box corer (caixas amostradoras).

## Finalidade

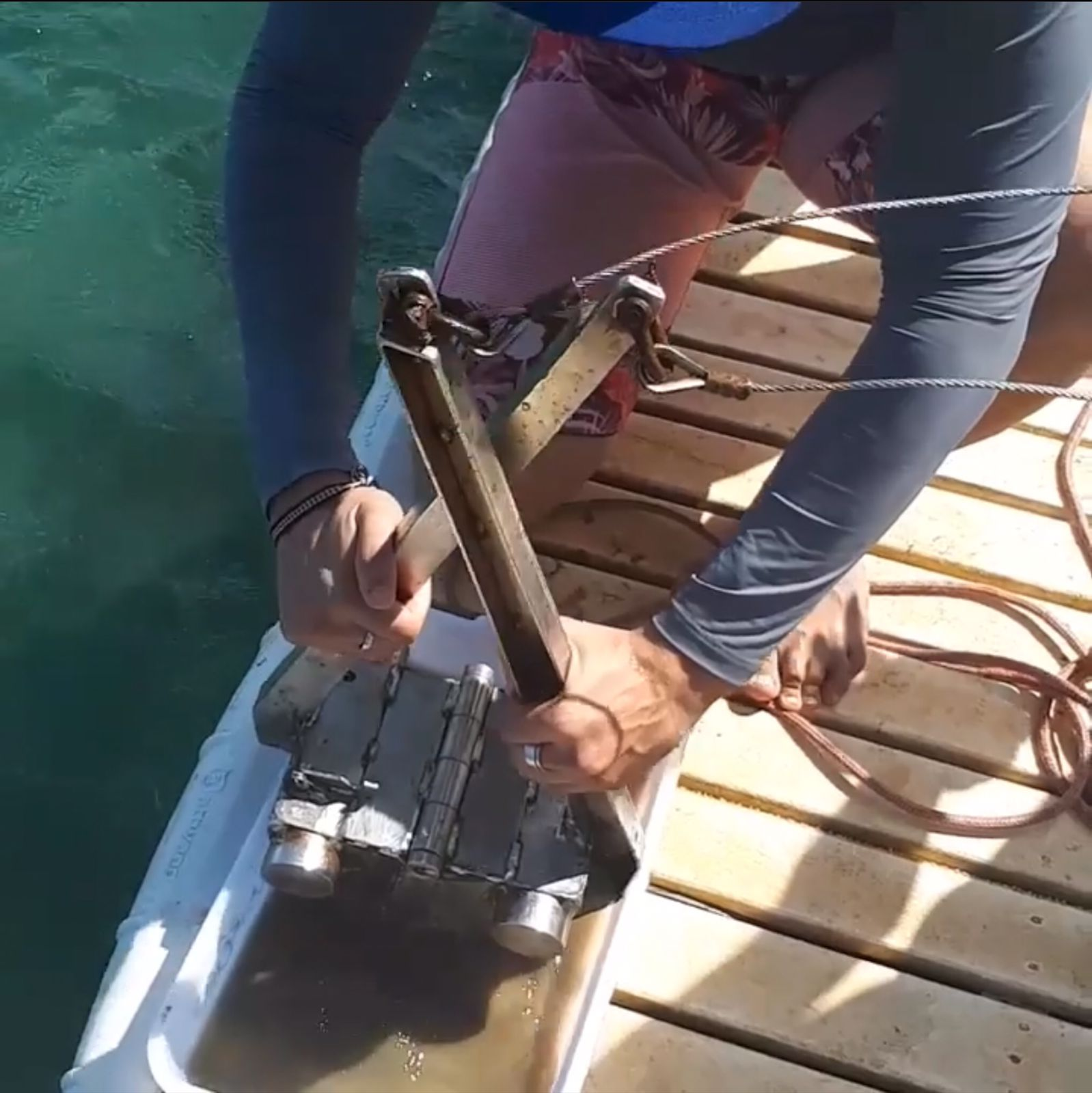
Van Veen

O sedimento amostrado pelo van Veen pode ser utilizado em análises químicas, como detecção de contaminantes e metais pesados, por exemplo; análises granulométricas, onde é analisado os tamanhos dos grãos; análises morfológicas, onde pode-se descrever a composição do sedimento e sua origem; análises bentônicas, para estudar quais organismos micro ou macroscópicos vivem na área de estudo, entre outros.

## Detalhes da amostragem
Alguns fatores devem ser levados em consideração para a escolha do tipo de amostrador a ser utilizado para coletar as amostras de um estudo, como o nível da consolidação dos sedimentos, a velocidade das correntes da coluna de água, e o volume necessário a ser coletado.
Os principais pontos delicados a serem avaliados são: a contaminação do sedimento pelo metal do equipamento quando este não for de aço inoxidável; alteração ou deslocamento da camada superficial devido ao impacto do equipamento; perda da integridade da amostra dependendo do equipamento; dificuldade de utilização quando a corrente for muito forte.
| Amostrador             | Penetração no sedimento | Área de amostragem | Objetivo                                          |
| Van Veen (busca-fundo) | Superficial             | Pontual            | Estudo da granulometria e composição do sedimento |
| Box corer              | Subsuperficial          | Pontual            | Estudo da cobertura sedimentar dos oceanos        |
| Testemunhador          | Subsuperficial          | Pontual            | Estudo da estratigrafia do fundo e subfundo       |
| Draga de arrasto       | Superficial             | Não pontual        | Coleta de rochas consolidadas                     |

Cada tipo de amostrador tem um objetivo, dependendo da proposta a ser estudada. O testemunhador, por exemplo, pode coletar cerca de 2 m de profundidade do sedimento e com isso, além da análise granulométrica e morfológica, também é possível ver a estratigrafia daquele fundo, observando os processos geológicos de formação daquele pacote sedimentar com base na datação de cada camada de sedimento. Este tipo de análise não é possível ser feito com o van Veen, já que só é possível realizar coletas superficiais com esse equipamento.
Já o box corer, também conhecido como caixa amostradora, pode ser considerado uma mistura entre o van Veen e o testemunhador, pois consegue fazer coletas subsuperficiais de volume maior que a van Veen, e abrange uma área do fundo maior que o testemunhador. Algumas caixas amostradoras (box corer) maiores tem 50 cm x 50 cm de largura por 100 cm de altura. Os sedimentos coletados no box corer podem ser sub-amostrados para várias áreas como Paleoceanografia, micropaleontologia, geoquímica, mineralogia, sedimentologia, entre outras. Outro ponto positivo da utilização desse equipamento, além da grande capacidade de volume, é que ele preserva muito bem a superfície amostrada, algo que o van Veen não não consegue ser 100% eficaz em grandes profundidades. Porém, o box corer por ser um equipamento grande e pesado, só é possível ser utilizado em grandes embarcações com o auxílio de guinchos e guindastes.